# Athletic Club de Madrid 1915-1916
Questa voce raccoglie le informazioni riguardanti l'Athletic Club de Madrid, antico nome del Club Atlético de Madrid, nelle competizioni ufficiali della stagione 1915-1916.

## Stagione
Nella stagione 1915-1916 i colchoneros arrivano terzi nel campionato Regional de Madrid a quattro punti dal Real Madrid. Non partecipa alla Coppa del Re.

## Maglie e sponsor
| Manica sinistra · Manica sinistra · Maglietta · Maglietta · Manica destra · Manica destra · Pantaloncini · Calzettoni |

## Rosa
Rosa e ruoli dell'Athletic Club de Madrid nella stagione 1915-16
| N. |                   | Ruolo | Calciatore             |
| -- | ----------------- | ----- | ---------------------- |
| -  | Spagna (bandiera) | P     | Luis Beguiristáin      |
| -  | Spagna (bandiera) | P     | Juan de Cárcer         |
| -  | Spagna (bandiera) | D     | Roca                   |
| -  | Spagna (bandiera) | D     | José Luis de Goyarrola |
| -  | Spagna (bandiera) | D     | Manuel Galíndez        |
| -  | Spagna (bandiera) | C     | Miguel Mieg            |
| -  | Spagna (bandiera) | C     | Urbano Iturbe          |
| -  | Spagna (bandiera) | C     | Sócrates Quintana      |
| -  | Spagna (bandiera) | C     | Adolfo Álvarez-Buylla  |

| N. |                      | Ruolo | Calciatore          |
| -- | -------------------- | ----- | ------------------- |
| -  | Spagna (bandiera)    | C     | Juantorena          |
| -  | Spagna (bandiera)    | C     | Luis Goñi           |
| -  | Spagna (bandiera)    | A     | Manolón Garnica     |
| -  | Spagna (bandiera)    | A     | Fernando Villaverde |
| -  | Spagna (bandiera)    | A     | Eguidazu            |
| -  | Spagna (bandiera)    | A     | Pagaza              |
| -  | Spagna (bandiera)    | A     | Secundio Felgueroso |
| -  | Spagna (bandiera)    | A     | Rodrigo Peñalosa    |
| -  | Filippine (bandiera) | A     | Emiliano Zuloaga    |

## Statistiche

### Statistiche di squadra
| Competizione         | Punti | Totale | Totale | Totale | Totale | Totale | Totale | DR |
| Competizione         | Punti | G      | V      | N      | P      | Gf     | Gs     | DR |
| -------------------- | ----- | ------ | ------ | ------ | ------ | ------ | ------ | -- |
| Campionato Regionale | 6     | 6      | 3      | 0      | 3      | 11     | 8      | +3 |
| Totale               | 6     | 6      | 3      | 0      | 3      | 11     | 8      | +3 |